# Idealism
Idealism é o primeiro álbum da dupla de electro alemã Digitalism, lançado pelo selo Kitsuné Music. Cinco das 15 faixas do álbum, já haviam saído em EPs e compactos simples. 

## Faixas
1. "Magnets" – 3:50
2. "Zdarlight" – 5:40
3. "I Want I Want" – 3:28
4. "Idealistic" – 4:10
5. "Digitalism in Cairo" – 4:48
6. "Departure From Cairo" – 0:53
7. "Pogo" – 2:26
8. "Moonlight" – 2:52
9. "Anything New" – 4:59
10. "The Pulse" – 4:19
11. "Home Zone" – 2:08
12. "Apollo-Gize (Final Mix)" – 2:19
13. "Jupiter Approach" – 1:12
14. "Jupiter Room" – 5:03
15. "Echoes" – 3:37